# 古古伊米吉尔人
古古伊米吉爾人（Guugu Yimithirr、Gugu Yimithirr，亦称Kokoimudji）是一支位於遠北昆士蘭的澳洲原住民族，在過去他們自稱為「鹹水人」。「古古伊米吉爾」也指他們使用的語言。
據2011年的人口普查，現存約1005人。

## 語言
「古古伊米吉爾」意旨「這種語言」，是最早被記錄的澳洲原住民語言之一。它包含數種方言，如dhalan-dhirr (海洋方言)、wagurrr-ga (外地方言)、guugu nyiiguudyi、guugu nyalaadyi 、guugu yinaa、guugu diirrurru等等，大部分的古古伊米吉爾人都會使用複數的方言。目前該語言使用者約200人，是極瀕危語言。